# Taunusschule
Die Taunusschule ist eine kooperative Gesamtschule mit gymnasialer Oberstufe in Bad Camberg im Mittelgebirge Taunus.

## Geschichte
Der erste Teil des Schulgebäudes wurde 1955 an der Gisbert-Lieber-Straße errichtet und konnte 1956 bezogen werden, die neugebaute Realschule 1964. 1973 wurden Haupt- und Realschule zusammengelegt und 1974/75 die Förderstufe und die Gesamtschule eingeführt. 1976 begannen die Arbeiten an dem Gebäude der Gesamtschule mit den drei Schulzweigen. Seit 1980 besteht die Taunusschule in ihrer heutigen Form. 1984 wurde die Sporthalle eingeweiht und 1997 die gymnasiale Oberstufe eingeführt; 2000 gab es daher den ersten Abiturjahrgang an der Taunusschule. Im August 2002 wurde die Förderstufe wieder abgeschafft und schulformbezogene Eingangsklassen eingeführt. Derzeit besuchen etwa 1000 Schüler die Gesamtschule.

## Sprachenfolge
Ab dem 5. Schuljahr wird Englisch unterrichtet, ab dem 7. Schuljahr können sich Realschüler für Französisch und Gymnasiasten für Französisch oder Latein entscheiden. Ab der Oberstufe kann man nochmals Französisch, Spanisch oder Latein belegen.

### Bilingualer Unterricht
Im Gymnasium entsteht ab der 7. Klasse eine bilinguale Klasse, die in den Fächern Politik und Wirtschaft, Erdkunde und häufig auch in Chemie, sowie in Biologie in Englisch unterrichtet wird. Der bilinguale Unterricht wird bis zum Abitur fortgesetzt.

## Partnerschulen und Schüleraustausche

### Partnerschulen
- Staatliche Regelschule Bad Sulza
- Collège Jean Philippe Rameau in Chambray-lès-Tours
- West Lafayette Junior High School in Indiana, Vereinigte Staaten
- Crown Point High School in Indiana, Vereinigte Staaten

### Schüleraustausche
Die Französischklassen des Gymnasiums und der Realschule führen regelmäßig Schüleraustausche nach Frankreich und die bilingualen Klassen in die USA durch.